# Hunajn ibn Ishák
Abú Zaid Hunajn ibn Ishák al-ʿIbádí (přepisováno i ibn Išák, latinizovaně Johannitius, arabsky أبو زيد حنين بن إسحاق العبادي‎; 808 Hira v dnešním Iráku - 873 Bagdád), byl křesťanský arabský učenec, překladatel a lékař. Napsal nejstarší arabskou učebnici oftalmologie.

## Život
Po studiích medicíny v Bagdádu, kde byl od svých 16 let zvídavým studentem Juhanny ibn Masawaiha (také nestoriánského křesťana), odjel Hunajn na studijní cestu do Alexandrie v Egyptě, kde se naučil řecky. V Basře studoval arabštinu. Jako nestoriánský křesťan ovládal i syrský jazyk.
Po svém návratu do Bagdádu pracoval v Domě moudrosti v Bagdádu, kulturním centru s nejvýznamnější překladatelskou školou té doby, kterou podporoval chalífa al-Ma'mún. Z Juhannova pověření cestoval ibn Ishák s kolegy do Sýrie, Palestiny a Egypta, aby získal starověké rukopisy řeckých vědců, zejména texty Galénovy. V Domě moudrosti pak on a jeho studenti překládali převážně syrské verze klasických řeckých textů do arabštiny. Díky tomu se s těmito díly seznámil i arabský svět. Jeho překlady se vyznačují vysokou kvalitou. Zvláště významné jsou jeho překlady Galénových děl z řečtiny (někdy také ze staré aramejštiny) do arabštiny, pokud se jejich původní řecké znění nedochovalo. Později byl Hunajn jmenován hlavním lékařem u dvora chalífy al-Mutawakkíla; tuto pozici zastával až do konce života. Jednou ho však chalífa nechal zavřít do vězení, protože odmítl vyrobit jed k vraždě jednoho z chalífových nepřátel.
Hunajn ibn Ishák byl také autorem asi 100 vlastních knih. Za zmínku stojí zejména jeho desetidílná práce o oftalmologii, kterou v Salernu upravil do latiny přeložil Konstantin Africký. Stala se pak pod názvem Liber de oculis (Constantini Africani) základem toho, co se o tomto předmětu vyučovalo na západních univerzitách. Napsal také řecko-syrský slovník. Jeho Kniha o kamenech (také Aristotelova kniha o kamenech) je jednou z nejstarších dochovaných knih o chemii a nejstarším arabským rukopisem o mineralogii a je založena na poznatcích arabských a španělských učenců. Je v ní popsáno kolem 70 nerostů a těžba kovů (zlato, stříbro, olovo, měď, výroba mosazi, rtuti). Jako jedy jmenuje rtuť a měděnku.
Bez překladatelské práce Hunajna ibn Isháka a také bez jeho vlastních knih (např. lékařská isagogika podle Galéna a oftalmologie), díla starověké vědy by se pro potomky nezachovala a tehdejší znalosti by se nerozšířily. Právě díky odborným termínům, které vytvořil, se arabština stala jazykem vědy. Jeho překladatelské metody jsou uznávány dodnes.
Hunajnovými nejbližšími spolupracovníky na překladech, zejména filozofických pramenů, byli jeho syn Ishák ibn Hunain a syn jeho sestry Hubayš Ibn al-Hasan al-A'sam al-Dimaškí († 888). Podle encyklopedie Kitab al-Fihrist od Ibn al-Nadima († 998) Hunain přeložil Platónovu Ústavu a Nomoi a jeho syn přeložil také Sofisty. Hunain se svými spolupracovníky údajně také překládal díla Hippokrata a matematická díla Euklida a Archiméda, logická díla Aristotela a Platónova Timaia. Některá z Hunainových děl přeložil do hebrejštiny Moses ibn Tibbon.